# Diecezja Puny
Diecezja Puny – diecezja rzymskokatolicka w Indiach. Została utworzona w 1854 jako wikariat apostolski. Diecezja od 1886.

## Ordynariusze
- Johann Gabriel Léon Louis Meurin, S.J. † (1867–1886) (administrator apostolski)
- Bernhard Beiderlinden, S.J. † (1886–1907)
- Heinrich Döring, S.J. † (1907–1921)
- Heinrich Döring, S.J. † (1927–1948
- Andrew Alexis D'Souza † (1949–1967)
- William Zephyrine Gomes † (1967–1976)
- Valerian D’Souza (1977–2009)
- Thomas Dabre (2009–2023)
- John Rodrigues (2023–2024)